# Jake Paul
Pour les articles homonymes, voir Paul.
Jake Joseph Paul né le 17 janvier 1997 à Cleveland, est un youtubeur et un boxeur américain, qui s'est d'abord fait connaitre aux Etats-Unis via l'ancienne application de vidéo Vine où il publiait des vidéos avec son frère Logan. 
Jake Paul a d'abord joué le rôle de Dirk, un personnage principal dans la série Frankie et Paige de Disney Channel, avant de se faire connaitre mondialement sur la plateforme YouTube. Depuis 2018, Jake Paul est boxeur, affrontant et battant notamment plusieurs anciens champions de MMA.
Tout au long de sa carrière, Jake Paul est devenu le sujet de nombreuses controverses en raison de son comportement jugé inapproprié, de ses déclarations complotistes ou d'accusations d'agressions sexuelles, qu'il nie avoir commises. 
Il est par ailleurs critiqué par des boxeurs professionnels ou des spécialistes de la boxe pour la prétention dont il fait preuve, sans rapport avec son niveau réel en boxe. Beaucoup lui reprochent de choisir ses adversaires dans le but de minimiser les risques, en se tournant soit vers des adversaires issus d'autres arts martiaux et dont la boxe n'est pas la spécialité, soit vers des boxeurs plus âgés dont les performances récentes sont médiocres,.
Le vendredi 15 novembre 2024, Jake Paul affronte Mike Tyson, légende et ancien champion du monde de boxe, âgé de 58 ans. Le combat se tient au Texas et est diffusé sur Netflix. Face à un Mike Tyson âgé et peu mobile, Jake Paul l'emporte sur décision unanime,.
Par ailleurs, Jake Paul fait parfois part de ses positions politiques. En septembre 2023, dans une vidéo sur son compte TikTok il apporte son soutien au libertarien Vivek Ramaswamy dans le cadre des primaires républicaines pour la présidence des États Unis, puis il soutient Donald Trump en 2024.

## Biographie

### Carrière de youtubeur et d'acteur

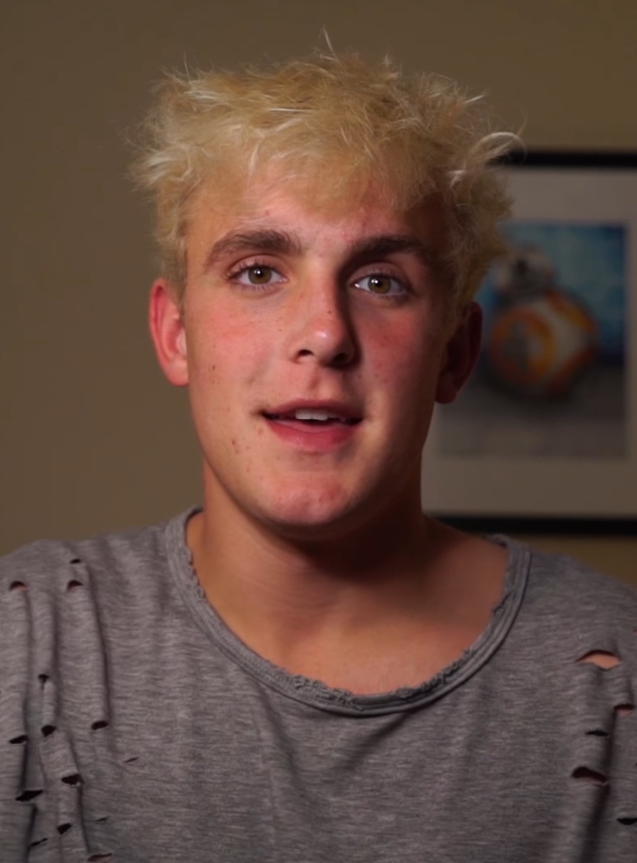
Jake Paul en 2016.

Jake Paul commence sa carrière en septembre 2013 en postant des vidéos sur Vine. Lors de la fermeture de la plateforme, Jake Paul avait 5,3 millions d'abonnés et 2 milliards de vues sur l'application.
En 2015, il est annoncé que Jake va interpréter Dirk dans Frankie et Paige, une nouvelle série de Disney Channel. Ce rôle est abandonné en 2018,.
La 17 janvier 2017, Jake lance la Team 10 avec un financement de 1 million de dollars pour créer une agence de management de marketing d'influenceurs et de créativité pour le divertissement des jeunes. Les investisseurs sont Danhua Capital, Horizons Alpha, Vayner Capital, Sound Ventures & A-Grade Investments et Adam Zeplain. Il fait polémique en organisant des nuisances sonores et aussi en ayant rendu publique l'adresse de son domicile.
Le 30 mai 2017, Paul publie un morceau de musique avec Team 10, nommé "It's Everyday Bro". La vidéo dépasse les 275 millions de vues sur YouTube en mars 2019. La musique est 91e au Billboard Hot 100 du 24 juin 2017,. Cependant, le clip fait partie du top 10 des vidéos les plus dislikées sur la plateforme YouTube.

### Carrière de boxeur
Le 25 août 2018, Jake Paul et son frère Logan boxent contre d'autres influenceurs, KSI et son jeune frère, Deji Olatunji, lors de deux matchs de boxe amateur. Le combat de Jake Paul contre Deji est le principal combat en sous-carte avant l'événement principal, KSI vs Logan Paul. Jake Paul bat Deji par KO technique au cinquième round.
Le 30 janvier 2020, Paul fait ses débuts en boxe professionnelle contre son compatriote Youtubeur AnEsonGib (connu sous le nom de Gib) à Miami. Le match entre Paul et Gib figure en sous-carte du combat pour le titre mondial des poids moyens de la WBO entre les boxeurs professionnels Demetrius Andrade et Luke Keeler. Paul remporte le combat par KO technique à 2:18 au premier round.
Le 28 novembre 2020, Jake s'aventure sur le ring pour un deuxième combat professionnel, face à l'ancien basketteur professionnel Nate Robinson dans le cadre de la sous-carte du combat d'exhibition de Mike Tyson contre Roy Jones Jr. au Dignity Health Sports Park à Carson, en Californie,. Paul remporte le combat par KO à au deuxième round. La piètre performance de Nate Robinson est moquée par Snoop Dogg, commentateur du combat, et par de nombreux sportifs sur les réseaux sociaux,.
Après un va-et-vient sur les réseaux sociaux,, il est annoncé le 22 décembre 2020 que le troisième adversaire de Jake Paul sera l'ancien champion du Bellator en MMA Ben Askren,. Initialement prévu le 28 mars à Los Angeles, le combat a finalement lieu le 17 avril à Atlanta. Jake Paul bat Ben Askren par KO technique au premier round. La légitimité du combat est cependant remise en question par les fans et les combattants de MMA, surpris que Ben Askren s'effondre aussi rapidement.
Le 29 août 2021 Jake Paul combat contre Tyron Woodley, ancien champion du monde UFC de MMA. Jake Paul remporte le combat à la décision, à deux juges contre un. Une revanche a lieu le 18 décembre 2021 (date à laquelle était initialement prévu un combat de Jake Paul contre Tommy Fury, finalement blessé à une côte). Pour couper court aux rumeurs selon lesquelles Tyron Woodley aurait eu interdiction de mettre Jake Paul KO lors de leur premier combat, le youtubeur annonce que son adversaire percevra une prime de 500 000 $ en cas de victoire par KO. Jake Paul remporte finalement ce deuxième combat, par KO au sixième round.
Le 29 octobre 2022, Jake Paul bat Anderson Silva, légende du MMA. À la suite de cela, Jake Paul rejoint la Professional Fighters League pour de nouveaux combats de boxe, mais il est aussi mentionné qu'il pourrait combattre en MMA. Alors que le combat avait été repoussé deux fois, il affronte finalement le boxeur Tommy Fury, frère de Tyson Fury, le 26 février à Riyad,. Pour le premier combat de Jake Paul face à un boxeur professionnel, Tommy Fury l'emporte, sur décision partagée. Aussitôt, Jake Paul appelle à une revanche, prévue par le contrat entre les deux boxeurs. Ce combat de revanche n'a pas lieu et Jake Paul se relance six mois plus tard, en battant Nate Diaz aux points. La possibilité d'une revanche en MMA, la discipline de prédilection de Diaz, est évoquée pendant quelque temps. 
En décembre 2023, Jake Paul bat pour la première fois un boxeur professionnel, à savoir Andre August, boxeur américain relativement peu connu, par KO au premier round. En mars 2024, c'est Ryan Bourland, lui aussi boxeur professionnel doté d'une notoriété modeste, que Jake Paul bat par TKO dès le premier round.
Le 20 juillet 2024, Jake Paul doit affronter Mike Tyson. Ce combat est repoussé du fait d'un problème de santé (un ulcère) de Mike Tyson. À la date prévue, Jake Paul affronte et bat Mike Perry, ancien combattant de l'UFC et de bare knuckle (boxe à mains nues), qui n'avait pas combattu en boxe anglaise depuis 2015.
Le combat contre Mike Tyson, âgé de 58 ans, se tient finalement le vendredi 15 novembre 2024, au Texas, et est diffusé sur Netflix. Après deux premiers rounds durant lesquels Mike Tyson rivalise, Jake Paul domine et bat son adversaire, âgé et peu mobile, à la décision unanime,.

## Affaires judiciaires
Le 30 mai 2020, Jake est accusé de rassemblement illégal et d’intrusion criminelle. Lors d’une manifestation consécutive à la mort de George Floyd, tué par le policier Derek Chauvin, il aurait pénétré illégalement dans le centre commercial Scottsdale Fashion Square Mall, situé dans la ville de Scottsdale, en Arizona.
Durant la pandémie de Covid-19, il organise des fêtes en ne respectant pas les mesures sanitaires et tient des propos complotistes, qualifiant par exemple l'existence du virus de hoax (canular).
Jake Paul fait l'objet de plusieurs accusations d'agressions sexuelles en 2021, qu'il nie,. 

## Palmarès en boxe anglaise
| 12 combats      | 11 victoires | 1 défaites |
| Avant la limite | 8            | 0          |
| Sur décision    | 3            | 1          |

| Résultat | Record | Adversaires    | Méthode           | Round       | Date       | Lieu                                                |
| -------- | ------ | -------------- | ----------------- | ----------- | ---------- | --------------------------------------------------- |
| Victoire | 11-1   | Mike Tyson     | Décision unanime  | 8ème Round  | 15/11/2024 | ATeT, Dallas, USA                                   |
| Victoire | 10-1   | Mike Perry     | TKO               | 6ème Round  | 20/07/2024 | Amalie Arena; Tampa, Floride, USA                   |
| Victoire | 9-1    | Ryan Bourland  | KO                | 1er Round   | 3/03/2024  | Coliseo Jose Miguel Agrelot, San Juan, Porto Rico   |
| Victoire | 8-1    | Andre August   | KO                | 1er Round   | 16/12/2023 | Caribe Royale Orlando, Orlando, Floride, USA        |
| Victoire | 7-1    | Nate Diaz      | Décision unanime  | 10ème Round | 5/08/2023  | American Airlines Center, Dallas, Texas, USA        |
| Perdu    | 6-1    | Tommy Fury     | Décision partagée | 8ème Round  | 26/02/2023 | Diriyah Arena, Diriyah, Arabie Saoudite             |
| Victoire | 6-0    | Anderson Silva | Décision unanime  | 8ème Round  | 29/10.2022 | Desert Diamond Arena, Glendale, Arizona, USA        |
| Victoire | 5-0    | Tyron Woodley  | KO                | 6ème Round  | 18/12/2021 | Amalie Arena, Tampa, Floride, USA                   |
| Victoire | 4-0    | Tyron Woodley  | Décision unanime  | 8ème Round  | 29/08/2021 | Rocket Mortgage FieldHouse, Cleveland, Ohio, USA    |
| Victoire | 3-0    | Ben Askren     | TKO               | 1er Round   | 17/04/2021 | Mercedes-Benz Stadium, Atlanta, Georgie, USA        |
| Victoire | 2-0    | Nate Robinson  | KO                | 2ème round  | 28/11/2020 | Staples center, Los Angeles, USA                    |
| Victoire | 1-0    | AnEsonGib      | TKO               | 1er Round   | 30/01/2020 | The Meridian at Island Gardens, Miami, Floride. USA |

## Filmographie
| Année | Film          | Rôle     | Notes |
| ----- | ------------- | -------- | ----- |
| 2016  | Dance Camp    | Lance    |       |
| 2016  | Mono          | Dugan    | Caméo |
| 2016  | Airplane Mode | Lui-même |       |

| Année     | Film               | Rôle     | Notes                       |
| --------- | ------------------ | -------- | --------------------------- |
| 2016-2018 | Frankie et Paige   | Dirk     | Rôle principal (saison 1-2) |
| 2016      | The monroes        | Conrad   |                             |
| 2016      | Walk the Prank     | Lui-même | Invité spécial              |
| 2016      | The Price is Right | Lui-même | Invité spécial              |